# Antonius Paris
Antonius Paris (* 1614/1615; † 31. Juli 1669 in Schwerte) war ein lothringischer Glockengießer, der meist in Westfalen, aber auch in Hessen wirkte.

## Leben
Antonius Paris wurde in Lothringen geboren und war, oft mit anderen Kollegen zusammen, ab 1639 in Westfalen tätig. Im Gegensatz zu Wolter Westerhues und anderen spätmittelalterlichen Gießern hatten diese sogenannten „Lothringer Wandergießer“ oft lange Zeit keinen festen Gießstandort. Antonius Paris ließ sich 1660 in Schwerte nieder, dort ist er 1669 gestorben.

## Glocken
- 1639: Andernach, St. Marien, des1

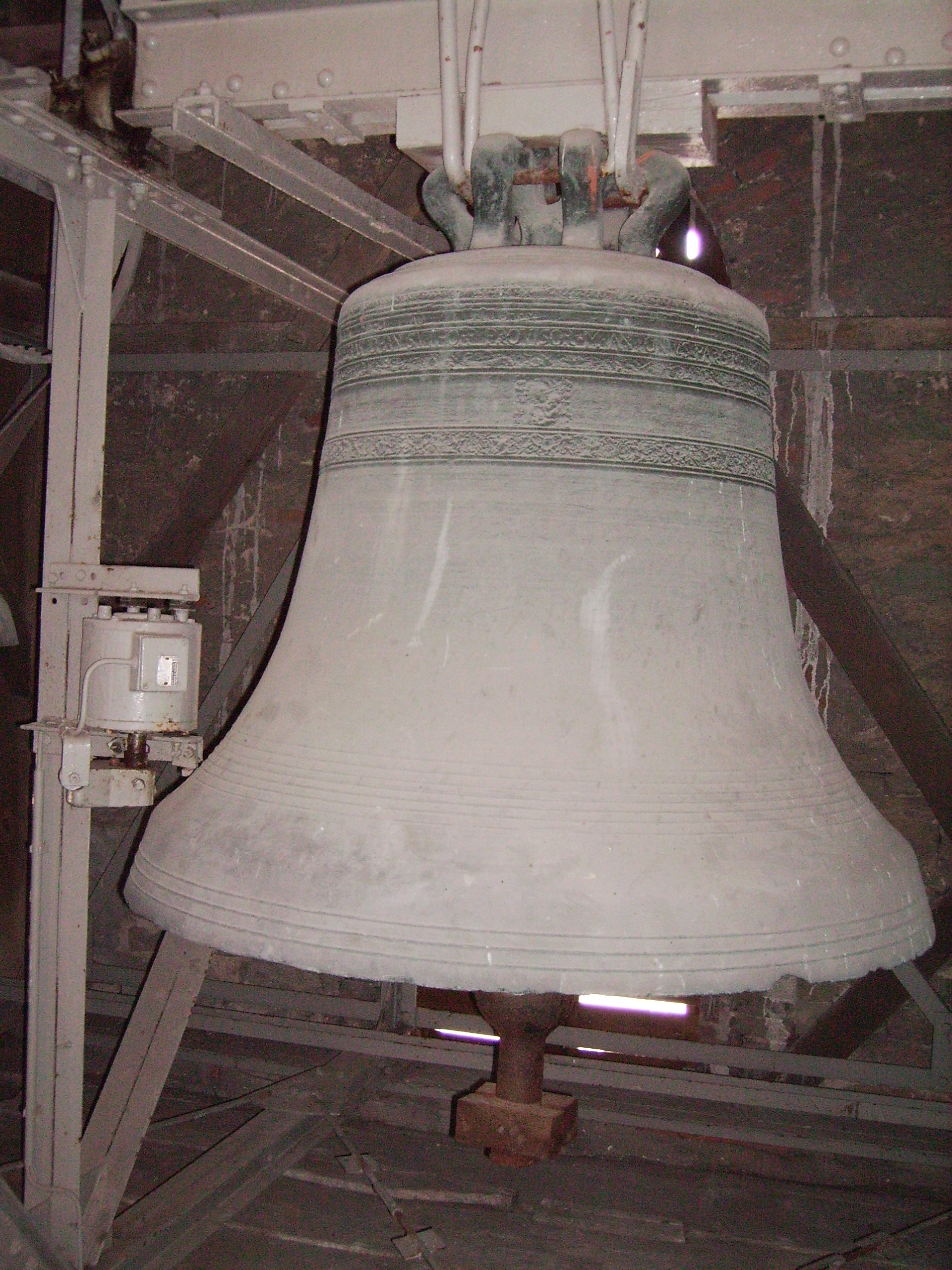
Beckum, St. Stephanus:
Marienglocke von 1647

- 1640: Lippstadt, Große Marienkirche, h0–d1 (zusammen mit Claude Lamiralle)[1]
- 1646: Freckenhorst, St. Bonifatius, des1–es1–f1 [2]
- 1647: Beckum, St. Stephanus, Marienglocke, c1
- 1647: Siegburg, St. Servatius, des1–[es1 v. 1656]–f1 (zusammen mit Claude Lamiralle)
- 1648: Fulda, Dom, Osanna (ca. 4 Tonnen) (bei einem Turmbrand 1905 zerstört)
- 1651: Grüningen (Pohlheim), ev. Kirche, drei Glocken d1 e1 f1 [3] (e1 1737 umgegossen)[4]
- 1652: Dortmund-Brechten, St.-Johann-Baptist, es1 [5][6]
- 1652: Deilinghofen, Stephanuskirche, Christusglocke, g1 [7]
- 1652: Liesborn
- 1653: Reichelsheim (Wetterau), St. Laurentius, f1 [8]